# Andrzej Piętowski
Andrzej Piętowski (ur. 1954 w Krakowie) – polski podróżnik, kajakarz, zdobywca i odkrywca. 
Studiował elektronikę na AGH, ukończył matematykę na Uniwersytecie Stanowym Bowling Green w Ohio.

## Życiorys
Członek grupy Canoandes'79 (nagroda Super Kolosa 2000), kierował trwającą 33 miesiące akademicką wyprawą kajakową krakowskiego klubu „Bystrze”, która dokonała spływów 35 (w tym 13 po raz pierwszy) rzekami amerykańskimi. W 1981 wraz z Jerzym Majcherczykiem, Piotrem Chmielińskim, Stefanem Danielskim, Krzysztofem Kraśniewskim, Jackiem Boguckim i Zbigniewem Bzdakiem spłynął rzeką Colca (Peru) w najgłębszym kanionie ziemi. Podsumowaniem tej wyprawy jest angielsko-hiszpańska książka-przewodnik In kayak through Peru wydana w Limie w 1981. Zdobycie kanionu Rio Colca zostało uznane przez amerykański magazyn Paddler za jedno z najważniejszych dokonań eksploracyjnych XX w., a w 1984 wpisano je do Księgi rekordów Guinnessa. Było też wielokrotnie opisywane przez National Geographic. Ściany kanionu wznoszą się nad rzeką na wysokość sięgającą 4200 m, jest dwukrotnie głębszy od Wielkiego Kanionu Kolorado w USA). Kanion ma długość 120 kilometrów, różnica poziomów między jego wlotem (3050 m n.p.m.) a wylotem (950 m n.p.m.) wynosi ok. 2100 m. Polacy rozpoczęli wyprawę 18 maja 1981 w mieście Chivay, nadali spenetrowanym przez siebie miejscom kilka nazw, które zostały uznane przez peruwiański Instytut Geograficzny, np. Kanion Polaków, Wodospady Jana Pawła II czy Kanion Czekoladowy. Wyprawa nie dotarła do górnego odcinka kanionu o długości 20 km, nazywanego Cruz del Condor. Rio Colca tam ma zbyt małą głębokość i kamieniste dno, uniemożliwiające przebycie jej kajakiem czy pontonem. Zdobywców kanionu przyjął prezydent Peru Fernando Belaúnde Terry.
Pierwszy kajakarz, który przepłynął najwyższy odcinek peruwiańskiej rzeki Apurimac, dającej początek Amazonce.
Ogłoszenie stanu wojennego zaskoczyło go w Limie, gdzie już w grudniu 1981 współorganizował Komitet Obrony Solidarności, organizując przez 3 miesiące akcje pomocowe i humanitarne. W lutym 1982 wyemigrował do USA. Zdobywca Mount McKinley (1987), organizator wypraw rowerowych do źródeł Amazonki (1998 i 1999) oraz spływów pontonowych na Alasce rzeką Lake Creek. W 2000 kierownik międzynarodowej ekspedycji „Source of the Amazon 2000” pod patronatem National Geographic Society i Instytutu Smithsonian z Waszyngtonu, która w sposób naukowy określiła lokalizację źródeł Amazonki.
Zdobywca w 2002 najwyższego wulkanu Ekwadoru, Chimborazo (6300 m n.p.m.).
Od 2004 prowadzi letnią szkołę języka angielskiego w Dolinie Colca. W 2005 odsłonił na tamtejszej najdłuższej ulicy dedykowaną polskim kajakarzom tablicę Avenida Polonia.
Od marca 2009 członek elitarnego Explorers Clubu.